# DeP
DeP ist ein kostenloses bidirektionales Deutsch-Polnisch-Online-Wörterbuch mit ca. 60.000 Wörtern und Ausdrücken. Es wurde durch das polnische Softwarehaus ASTEC Sp. z o.o. entwickelt und eingerichtet. Das Wörterbuch wird ständig unter Beteiligung von verschiedenen Sprachportalen sowie engagierten Internetbenutzern, welche ihre Beiträge zuschicken sowie ein Diskussionsforum moderieren, weiterentwickelt. Vorteilhaft ist die einfache Bedienung sowie die schnelle Übersetzung nach der Eingabe des Wortes bzw. Wortteiles oder von mehreren Wörtern gleichzeitig.
Die monatliche Anzahl der Übersetzungsanfragen auf DeP hat im Mai 2005 eine Million überschritten.
Das Wörterbuch kann kostenlos in die eigene Homepage integriert werden.